# Francesca Agostini
Francesca Agostini ist eine italienische Schauspielerin. 
Sie tritt seit 2014 als Schauspielerin in Film und Fernsehen in Erscheinung. 2015 spielte sie die Hauptrolle in dem Menschenhandel-Thriller Hope Lost mit Michael Madsen und Mischa Barton. Ihr Schaffen umfasst mehr als ein Dutzend Produktionen.

## Filmographie (Auswahl)
- 2014: Don Matteo (Fernsehserie)
- 2014: A testa alta (Fernsehfilm)
- 2014: Short Skin – I dolori del giovane Edo
- 2014: Sein Name war Franziskus (Fernsehfilm)
- 2015: Das Dekameron
- 2015. L'Oriana
- 2015: Hope Lost
- 2015: Grand Hotel (Fernsehserie)
- 2016–2020: L'allieva (Fernsehserie)
- 2017: Ieri e domani (Kurzfilm)
- 2017: Moglie e marito
- 2017: Eine private Angelegenheit
- 2017: The Comedians (Fernsehserie)
- 2017: Squadra mobile (Fernsehserie)
- 2020: Mi hanno sputato nel milkshake (Miniserie)
- 2022: Noi (Fernsehserie)